# Vadnais Heights, Minnesota
Vadnais Heights, Minnesota (енгл. Vadnais Heights) град је у америчкој савезној држави Минесота.

## Демографија
По попису из 2010. године број становника је 12.302, што је 767 (-5,9%) становника мање него 2000. године.
| Група             | 2000.          | 2010.          |
| Белци             | 11.891 (91,0%) | 10.293 (83,7%) |
| Афроамериканци    | 194 (1,5%)     | 445 (3,6%)     |
| Азијати           | 592 (4,5%)     | 930 (7,6%)     |
| Хиспаноамериканци | 210 (1,6%)     | 346 (2,8%)     |
| Укупно            | 13.069         | 12.302         |